# Trachycosmus
Trachycosmus là một chi nhện trong họ Trochanteriidae.